# Walsura
Walsura là một chi thực vật thuộc họ Meliaceae. Chi này có các loài sau (tuy nhiên danh sách này có thể chưa đủ):
- Walsura bonii
- Walsura candollei
- Walsura decipiens
- Walsura dehiscens
- Walsura gardneri Thwaites
- Walsura monophylla
- Walsura oxycarpa
- Walsura pachycaulon
- Walsura pinnata Hassk. (= W. cochinchinensis (Baill.) Harms)
- Walsura poilanei
- Walsura robusta Roxb.
- Walsura sarawakensis
- Walsura trichostemon Miq.
- Walsura trifoliolata (A.Juss.) Harms
- Walsura tubulata
- Walsura villosa Wall. ex Hiern

## Đặc điểm
Mùa hoa vào tháng 11-12 và mùa quả là vào tháng 2-4.

## Thảo dược
Walsura được dùng trị các bệnh về da và làm chắc răng.

## Hình ảnh

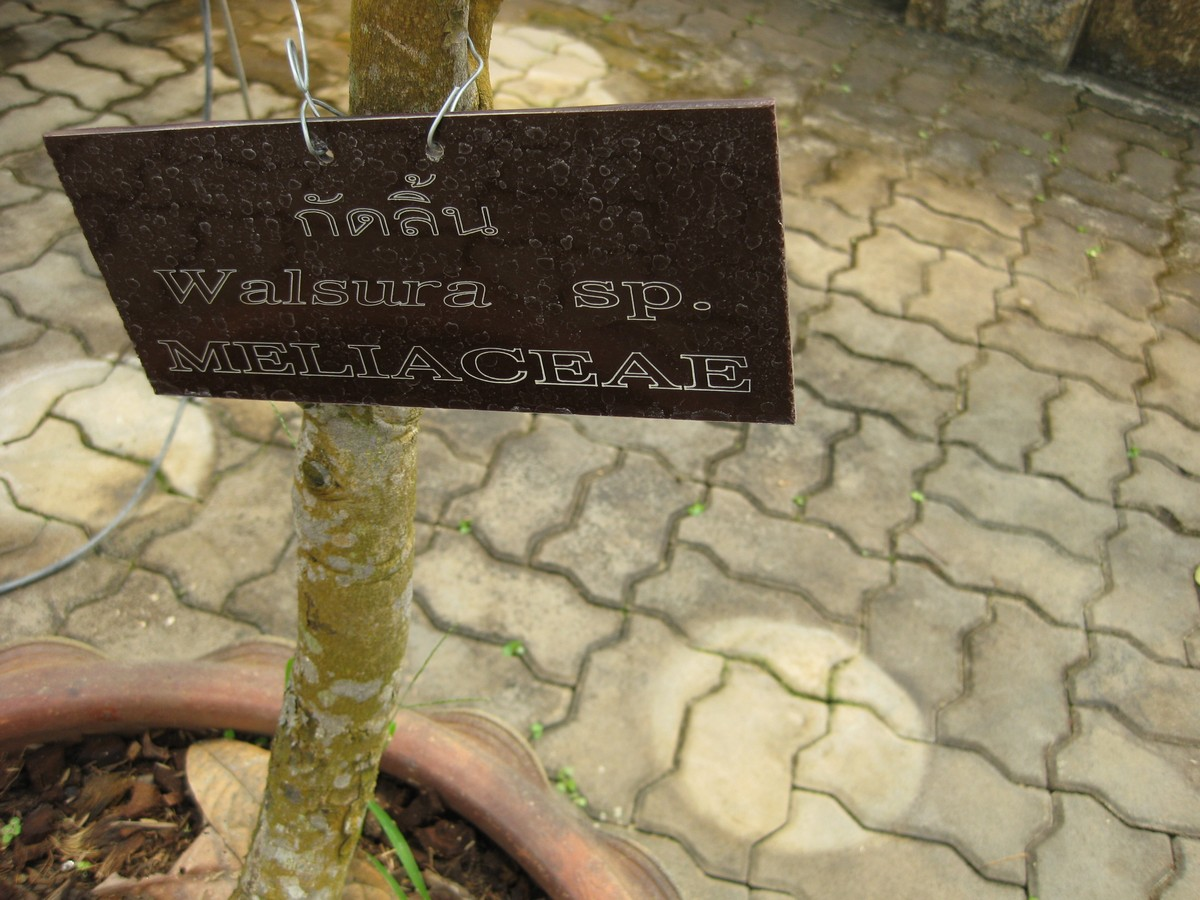
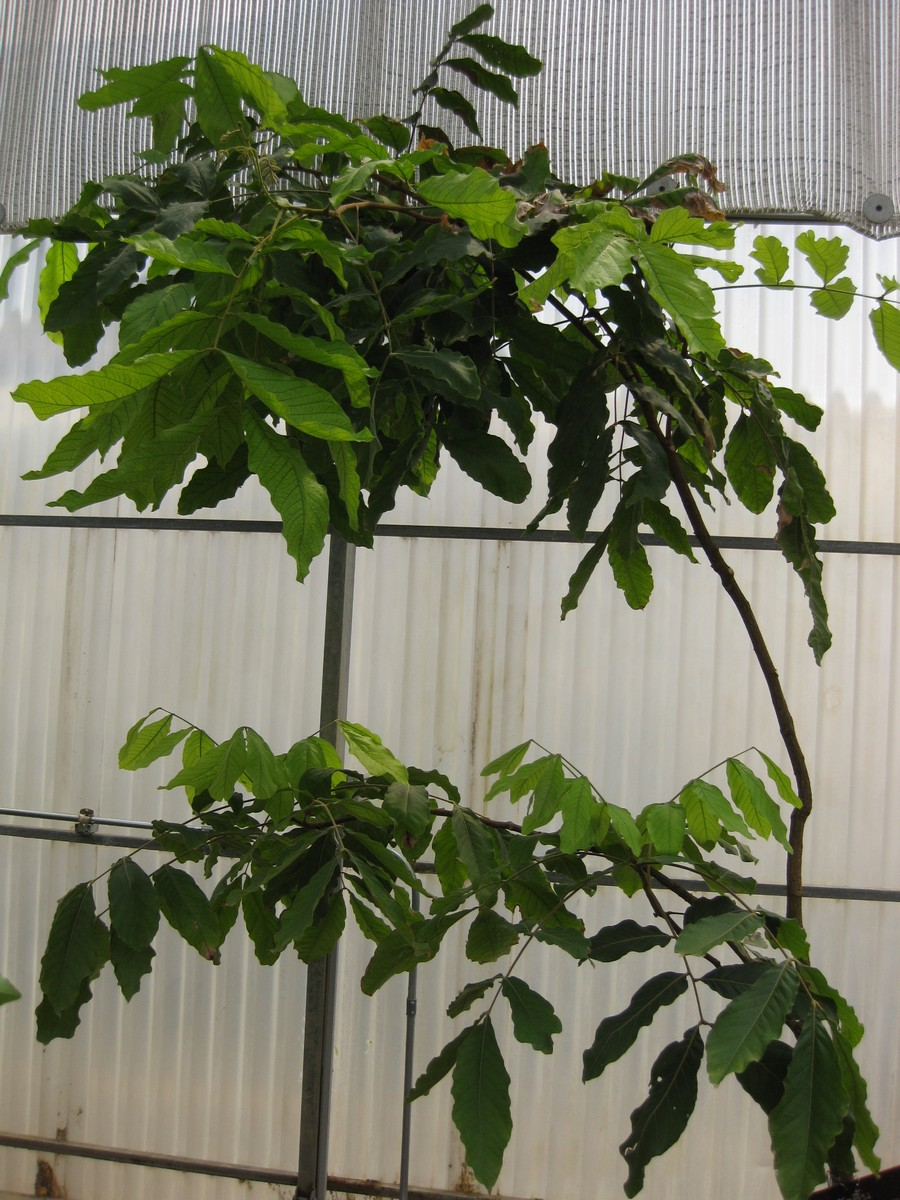
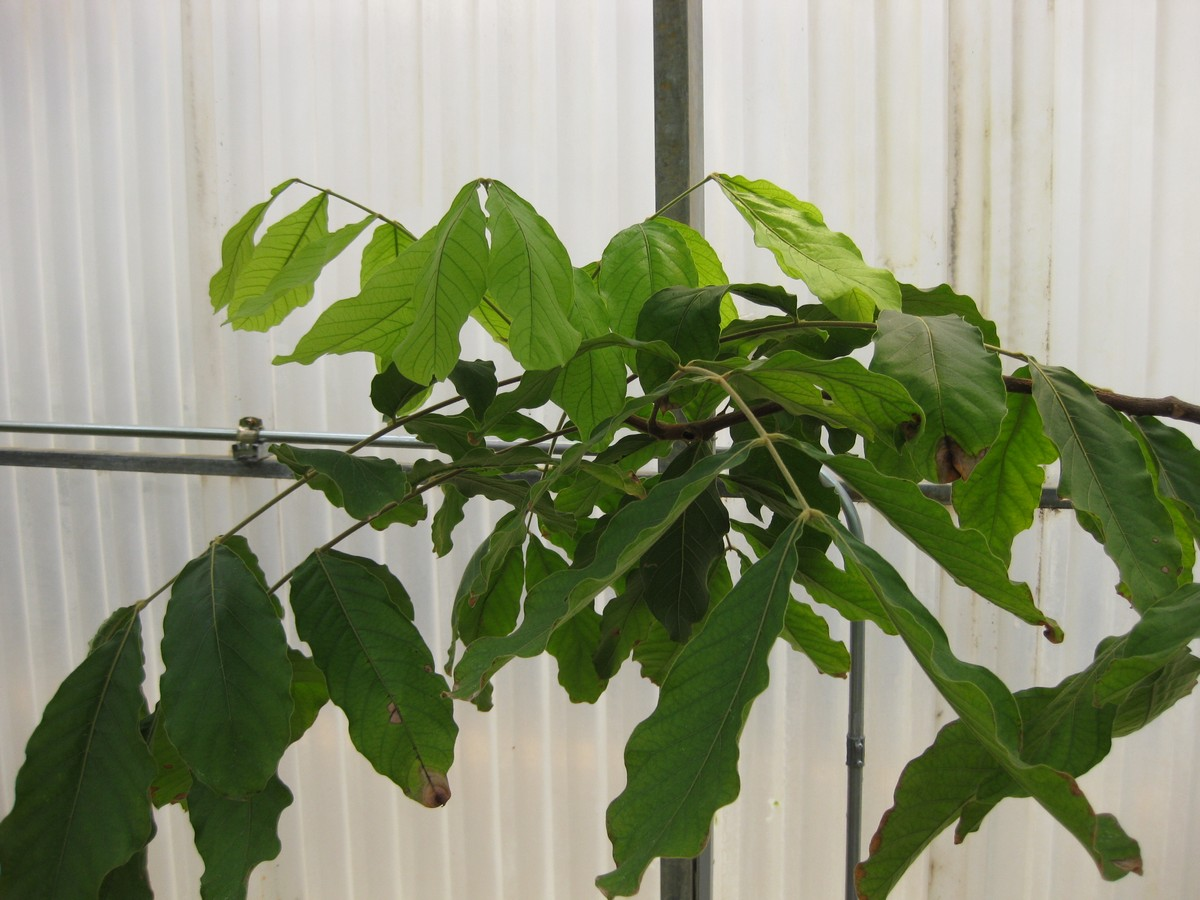
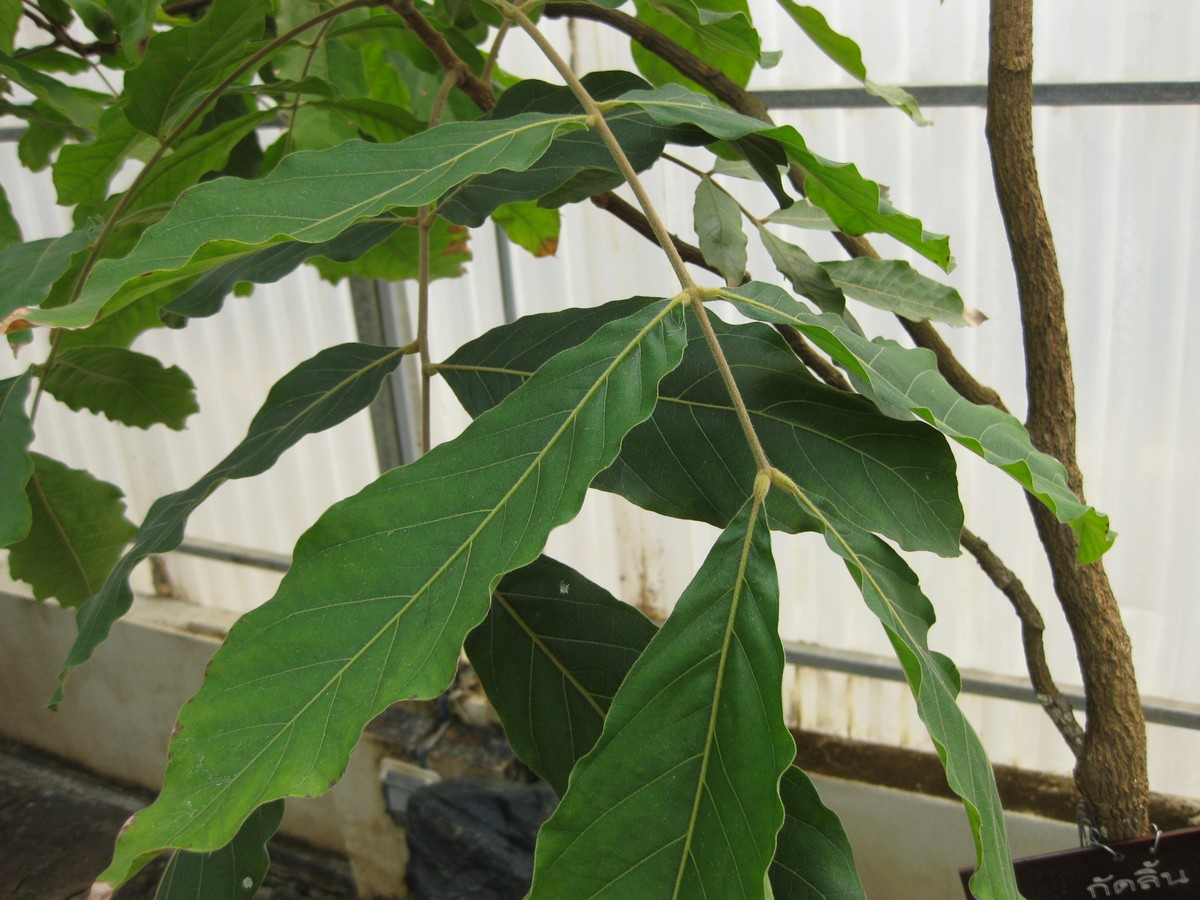